# Mała Babia Góra
Mała Babia Góra  (polnisch) oder Malá Babia hora (slowakisch), deutsch Kleiner Weiberberg, ist ein 1517 Meter hoher Berg in Polen und der Slowakei in den Saybuscher Beskiden. 
Der Gipfel liegt auf polnischem und slowakischem Staatsgebiet. Die Hänge sind mit Bergkiefern bewachsenen, vom Gipfel erschließt sich ein weiter Panoramablick.

## Lage
Der Berg liegt im Nationalpark Babia Góra. Über den Berg verläuft die Europäische Hauptwasserscheide zwischen dem Schwarzen Meer (Donau) und der Ostsee (Weichsel). Auf den Berg führen mehrere Wanderwege.